# Орден Переможного лютого
Орден Переможного лютого (чеськ. Řád Vítězného února) — державна нагорода Чехословацької Соціалістичної Республіки.

## Історія
Орден був заснований Рішенням Президії Бюро Федеральних Зборів Чехословацької Соціалістичної Республіки від 13 лютого 1973 року за № 9/173 з метою «заохочення заслуг у революційному робітничому русі і соціалістичному будівництві Чехословацької Соціалістичної Республіки, а також як нагорода за виняткові заслуги у розвитку міжнародного комуністичного та робітничого руху».
Перше нагородження відбулось 20 лютого 1973 року, коли орденом було відзначено 18 партійних керівників ЧСР.
1. Ґустав Гусак
2. Людвік Свобода
3. Василь Білак
4. Петер Колодка[cs]
5. Карел Гофманн[cs]
6. Алоїс Індра[cs]
7. Антонін Капек
8. Йозеф Кемпни[cs]
9. Йозеф Корчак[cs]
10. Йозеф Ленарт[cs]
11. Любомир Штруґал
12. Милослав Грушкович[cs]
13. Вацлав Гула[cs]
14. Мілош Якеш
15. Ян Фойтік[cs]
16. Мирослав Моц[cs]
17. Франтішек Ондріх[cs]
18. Олдріх Швестка[cs]

Усього з 1973 по 1989 рік орденом було нагороджено 857 осіб, організацій та колективів.